# Francisco Javier Echeverría
Pour les articles homonymes, voir Echeverria.
Francisco Javier Echeverría Migoni né le 2 juillet 1797 à Veracruz et mort le 17 septembre 1852 à Mexico.
Il est ministre des finances durant la présidence d' Anastasio Bustamante, puis chef du parti conservateur avant de lui succéder. 
Autoritaire, il est renversé par un nouveau coup d'état mené par Antonio López de Santa Anna. 
D'abord exilé en Europe, il revient finalement au Mexique en 1850 et meurt à Mexico en 1852,.